# Aleur (osiedle przy stacji)
Aleur (ros. Алеур) – osiedle przy stacji w Rosji, w Kraju Zabajkalskim, w rejonie czernyszewskim. W 2010 liczyło 38 mieszkańców.